# Lajos Tisza (ministru)
Lajos (Ludwig) Tisza von Borosjenő et Szeged (n. 12 septembrie 1832, Geszt, Districtul Sarkad, Békés, Ungaria – d. 26 ianuarie 1898, Budapesta, Austro-Ungaria) a fost un om politic maghiar, ministru în guvernul Regatului Ungariei. A fost frate al primului ministru Kálmán Tisza și unchi al primului ministru István Tisza.

## Biografie

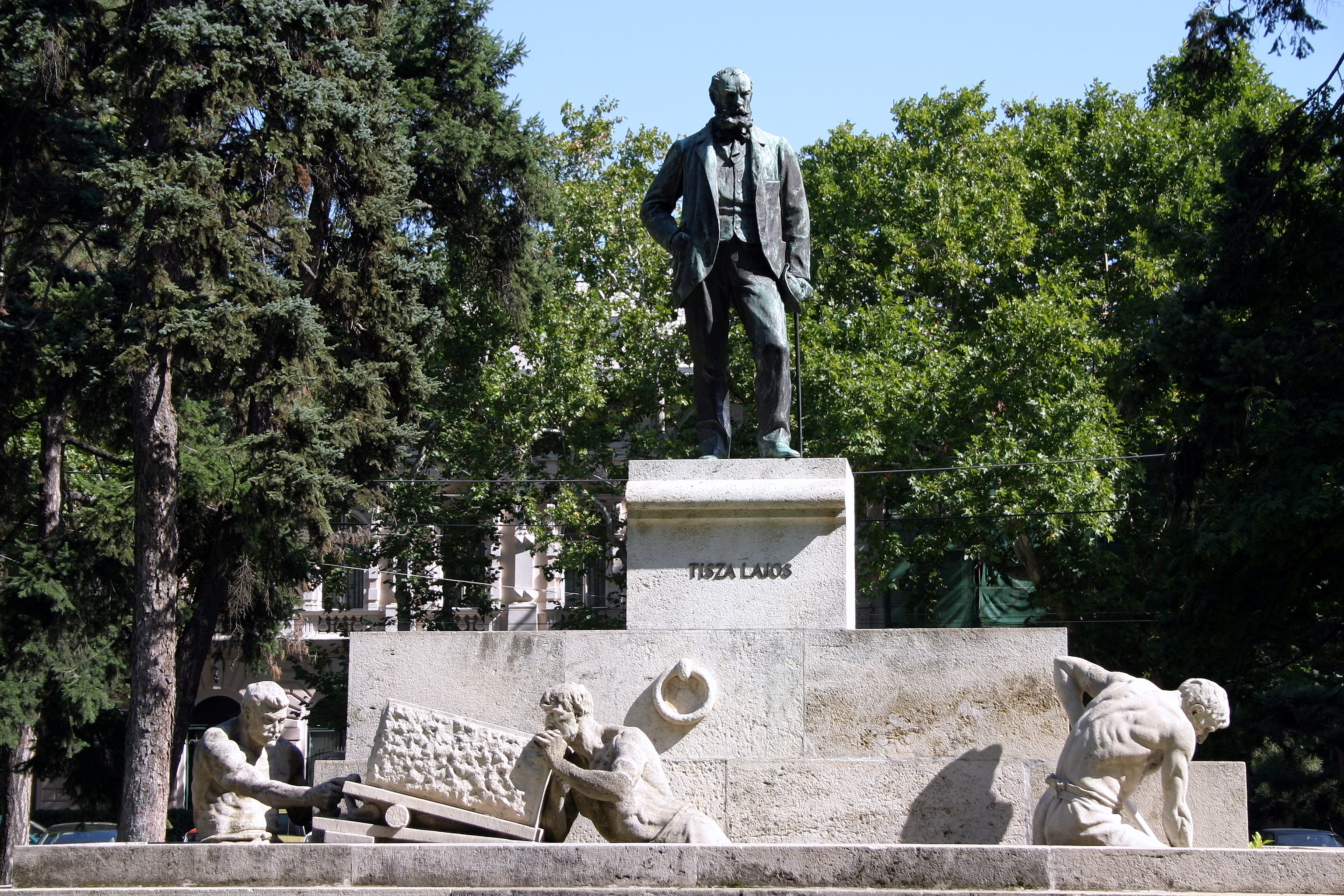
Monumentul lui Lajos Tisza din Szeged (realizat de János Fadrusz)

Familia Tisza aparținea micii nobilimi a Transilvania și era inițial de religie reformată. Lajos Tisza era fiul lui Lajos Tisza, comite al comitatului Bihor, și al contesei Júlia Teleki, și frate mai mic al lui Kálmán Tisza, viitor prim-ministru al Regatului Ungariei (1875-1890). 
El a studiat la Berlin și a intrat în politică în 1861, odată cu liberalizarea politicii interne a Ungariei prin Patenta din Februarie. Tisza a contribuit, la fel ca și fratele său mai mare, la negocierea și încheierea compromisului austro-ungar. A fost membru al Dietei Ungariei mai întâi pentru partidul Deak și mai târziu pentru succesorul său, Partidul Liberal al fratelui său, Kálmán. El a devenit, la fel ca și tatăl său omonim, comite al comitatului Bihor. În 1871 a fost numit ministru al lucrărilor publice și transporturilor în guvernul condus de Kálmán Tisza, deținând această funcție până în 1873.
După o inundație majoră, Lajos Tisza a fost numit în 1879 în funcția de comisar regal însărcinat cu reconstrucția orașului Szeged, îndeplinind această însărcinare până în 1883. Ca o recunoaștere a efortului depus în acest sens el a primit în 1883 titlul nobiliar de conte. Tisza era considerat un politician loialist puțin popular, dar foarte util.
În 1892, la inițiativa primului ministru Sándor Wekerle, a fost numit Ministru à latere, adică ministru maghiar delegat la curtea regală care trebuia să asigure legătura permanentă între curtea regală de la Viena și ministerele de la Budapesta. În acest proces, el a încercat să întărească influența guvernului ungar asupra împăratului  Franz Joseph I. A fost nevoit să-și părăsească funcția în 1894, din cauza pierderii încrederii împăratului Franz Joseph în membrii familiei Tisza în favoarea lui Gyula Andrássy. Din 1875 și până la moartea sa, în anul 1898, Lajos Tisza a fost președinte al Administrației Pădurilor din Ungaria. Neavând urmași direcți, el l-a desemnat pe nepotul său, István Tisza, ca principal moștenitor al moșiilor sale întinse.